# Kantaris
Kantaris — свободный проигрыватель аудио- и видеофайлов для Microsoft Windows с открытым исходным кодом.

## История разработки
Проект разработан студентом шведского университета Лунда Кристофером Перссоном (англ. Christofer Persson) на основе VideoLAN Client в 2006 году.

## Преимущества
- Может запустить видеофайл, сжатый RAR напрямую.
- Широкополосный эквалайзер.
- Плей-листы (PLS, M3U).
- Поддержка популярных форматов, включая MP3, QuickTime, WMA, Xvid, OGG, MIDI, DivX, AC3, AAC, H.264, MP4 и FLAC, а также DVD-образы и аудио CD.
- Открытый исходный код.
- Плеер может проиграть практически любой аудио-/видеофайл без установленных кодеков в системе (более 50-ти форматов).[1]
- Поддержка визуализаций.

## Недостатки программы
- Отсутствие кроссплатформенности.
- Требует наличия установленного Microsoft .NET Framework 4.0